# 南特學校持刀襲擊事件
中歐夏令時間2025年4月24日，法國盧瓦爾-大西洋省南特的私立聖母萬助高中發生一宗大規模持刀襲擊事件，造成一名女學生當場喪生，另有三名學生受傷。疑兇是一名15歲男學生，因先被一名教師制服，隨後在校園內被警方逮捕。

## 背景
聖母萬助高中（Notre-Dame-de-Toutes-Aides）與同一校區的小學及初中部合署辦學，校區內約有2000名學生 。
在法國，校園持刀襲擊已成為敏感議題，此前發生一連串事件，包括2020年在埃拉尼-蘇瓦茲一名教師被殺並斬首，以及2023年2月在聖讓德呂茲一所私校，一名教師遭學生刺死。為加強校園安全，部分地區已在學校入口實施書包檢查。
2025年3月，埃松省一所學校外發生17歲學生死亡案後，法國內政部部長布呂諾·勒塔約與教育部部長伊麗莎白·博爾內先後呼籲，在全國學校周邊推行隨機武器檢查。然而，目前尚未有明確報告指出全法是否已同步加強相關安保措施。根據博爾內公佈的數據，過去一年內，校園內涉及利器的通報案件較前一年上升約15%。

## 襲擊
當地時間中午12時半左右，一名持刀少年闖入南特的聖母萬助高中。他先在二樓刺死1名女學生，其後走到一樓，再刺傷至少3名學生。
學校立即啟動疏散程序，消防、警方及軍方人員迅速到場。疑兇最終被一名資訊科技教師制服，警方當場將其拘捕。據悉，他額頭及左手有輕微刀傷，拘捕時曾要求警方「向我頭部開槍」。
案發期間，有學生在校內奔走逃生，亦有學生因警報響起被困於課室內。校方即時向家長通報事態，當局則協助學生於下午3時半安全離開校園。其間，不少家長和家屬在校外等候消息。
傷者中，2人情況危殆，已送往南特大學附屬醫院搶救，另一人則傷勢較輕。警方在疑兇身上搜出兩把刀，包括一把獵刀及一把萬用刀。《西法蘭西報》報道，疑兇犯案時身穿全黑衣物，並戴上頭盔及巴拉克拉瓦頭套。

## 後續
事發後，當局為受影響師生提供心理輔導支援。內政部長勒塔約與教育部長博爾內其後親赴現場，表達對社區的關懷與聲援。

## 調查
法國警方表示，目前未有任何跡象顯示事件涉及恐怖主義。法國反恐檢察機關則已介入調查，以釐清案情。

### 疑兇
疑兇為15歲男學生，出生於聖埃爾布蘭，為聖母萬助高中的在校生。案發當日，他在一名教師協助下被制服，隨即由警方拘捕。警方向《世界報》透露，該學生過往並無任何前科，亦非安全部門關注對象。被捕後，警方將其送往精神病院作進一步評估，醫生認定他精神狀況不穩，未能接受警方羈押。
據校內學生透露，案發前疑兇曾向全校發送電郵。《巴黎人報》報道，他疑有自殺傾向，並曾撰寫一份名為《免疫行動》的13頁長文件，被視為一份帶有宣言性質的文獻，內容鼓吹環保主義、去工業化與反全球化。文中強烈批判世界現況，指出社會存在「制度暴力」及「社會異化」，並形容整個社會是一場「巨型馴化工程」，目的是令人類變得「順從、可預測和可編程」。
他的同學形容該學生自年初以來行為異常，長期情緒低落，曾在社交平台追蹤新納粹相關內容，甚至「崇拜希特拉」。一名女同學向傳媒透露，疑兇曾公開表達對納粹主義的好感，並表示「希望復興希特拉的納粹理念」。

## 反應
案發當日，法國總統埃馬紐埃爾·馬克龍於社交平台Twitter／X發文悼念，並讚揚現場教師的英勇表現。他表示：「我向死者家屬、高中學生及整個教育界致以最深切的慰問，全國人民與你們一同承受這份震驚與哀痛。教師們當機立斷，果斷行動，無疑避免了更嚴重的悲劇，他們的勇氣令人敬佩。」
法國總理弗朗索瓦·貝魯則呼籲當局「加強校園內的刀械檢查工作」。內政部長勒塔約在案發現場接受訪問時指出：「這不只是新聞事件，而是一個深層的社會問題。」
國民聯盟其黨魁瑪麗娜·勒龐則在社交平台上表示：「早就該採取必要措施，徹底根除極端暴力在校園內變得司空見慣的現象。」